# Afghan Jet International
Afghan Jet International Airlines (persan : هواپیمایی بین‌المللی افغان جت) était une compagnie aérienne afghane. Elle a commencé ses activités en avril 2014, et exploitait des lignes intérieures précisément depuis l'aéroport international de Kaboul.
Son siège social était à Kaboul, à côté de la Mosquée Shirpur.
La compagnie aérienne a cessé ses activités en 2016.

## Flotte
Les Afghans Jet International flotte comprend les appareils suivants (août 2016):
| Avion                | Flotte | Commandes | Passagers | Notes |
| -------------------- | ------ | --------- | --------- | ----- |
| Bombardier CRJ-200LR | 1      | —         | 50        |       |
| Total                | 1      | 0         |           |       |

La compagnie aérienne détenait également un second CRJ200.